# 3e régiment étranger de parachutistes
Le 3e régiment étranger de parachutistes est une unité de la Légion étrangère à l'existence éphémère. Il a existé en tant que bataillon depuis 1949, fournissant depuis l'Algérie des renforts aux deux bataillons parachutistes de la Légion étrangère (1er et 2e BEP) avant de débarquer à Saigon en mai 1954 en unité complète pour devenir le 1er juin suivant le « nouveau » 2e BEP aux ordres du chef de bataillon Masselot.

## Création et différentes dénominations
- Novembre 1949 : création du 3e BEP.
- 1er septembre 1955 : devient le 3e REP.
- 1er décembre 1955 : dissolution.

## Historique des garnisons, campagnes et batailles
Le 3e BEP est créé en novembre 1949 à Mascara en Algérie à partir de la 7e compagnie d’instruction parachutiste du 1er BEP.
Sa mission est d'instruire et de former les légionnaires parachutistes destinés à fournir des renforts et des relèves aux 1er et 2e BEP qui opèrent en Indochine.
À la suite du désastre de la RC 4 qui a anéanti le 1er BEP, le 3e BEP part pour l’Indochine avec à sa tête le capitaine Darmuzai. Le 13 mars 1951, le 3e BEP (13 officiers, 32 sous-officiers et 441 légionnaires) renforce le nouveau 1er BEP qui vient d’être recréé.
En 1952, il participe au maintien de l'ordre en Tunisie.
Le 4 mai 1954, le 3e BEP repart pour l'Indochine, il débarque à Haïphong le 25 mai. Le 1er juin, le 3e BEP reprend le nom du 2e BEP anéanti lors de la bataille de Diên Biên Phu. Le 2e BEP rejoint l'Algérie et devient à Philippeville, le 1er janvier 1956, 2e régiment étranger de parachutistes affecté à la 25e division parachutiste (25e DP).
Début 1956, le 3e BEP renaît à Sétif.
Le 1er mars 1956, il prend le nom de 3e régiment étranger de parachutistes et reçoit son drapeau (3e REP - implantation Batna).
Il est dissous le 29 avril 1956 et ses effectifs sont versés au 2e REP à Philippeville.
Stationnements
- novembre 1949 : il stationne à Sétif ;
- 1952 : participe au maintien de l'ordre en Tunisie ;
- mai 1954 - novembre 1955 : Vietnam ;
- 1er septembre 1955 : garnison à Batna.

## Traditions

### Insigne

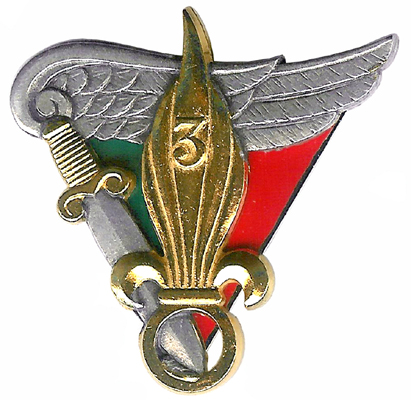
3e BEP.

Sur un triangle vert et rouge couleurs de tradition de la Légion étrangère, une grenade à sept flammes timbrée du chiffre 3, avec à senestre un glaive et surmontant le tout un demi-vol symbole des troupes aéroportées.

### Drapeau
Il reçoit son drapeau en devenant régiment.
INSCRIPTION :
CAMERONE 1863
Chefs de corps:
- 3e BEP
  - Capitaine Darmuzai
  - Chef de bataillon Brothier
  - Chef de bataillon Masselot

## Sources et bibliographie
- Pierre Montagnon, Les Parachutistes de la Légion - 1948 - 1962, Pygmalion, 2005  (ISBN 978-2-85704-940-1)
- Collectif, Histoire des parachutistes français, Société de production littéraire, 1975.